# Nagurus sundaicus
Nagurus sundaicus là một loài chân đều trong họ Trachelipodidae. Loài này được Dollfus miêu tả khoa học năm 1907.